# Caryanda brachyceraea
Caryanda brachyceraea är en insektsart som beskrevs av Li, Hongchang 2006. Caryanda brachyceraea ingår i släktet Caryanda och familjen gräshoppor. Inga underarter finns listade i Catalogue of Life.